# Polonia en los Juegos Europeos de Minsk 2019
Polonia participó en los Juegos Europeos de Minsk 2019. Responsable del equipo nacional fue el Comité Olímpico Polaco.
La portadora de la bandera en la ceremonia de apertura fue la boxeadora Sandra Drabik.

## Medallistas
El equipo de Polonia obtuvo las siguientes medallas:
| Nombre                                                                   | Deporte               | Competición               |
| ------------------------------------------------------------------------ | --------------------- | ------------------------- |
| Oro                                                                      |                       |                           |
| Karolina Koszewska                                                       | Boxeo                 | Wélter ligero (–64 kg) F  |
| Łukasz Jaworski Artur Zakrzewski                                         | Gimnasia en trampolín | Sincronizado M            |
| Tomasz Kaczor                                                            | Piragüismo            | C1 1000 m M               |
| Plata                                                                    |                       |                           |
| Filip Prokopyszyn                                                        | Ciclismo en pista     | Scratch M                 |
| Bronce                                                                   |                       |                           |
| Sandra Drabik                                                            | Boxeo                 | Mosca (–51 kg) F          |
| Elżbieta Wójcik                                                          | Boxeo                 | Medio (–75 kg) F          |
| Krzysztof Maksel                                                         | Ciclismo en pista     | 1 km contrarreloj M       |
| Daniel Staniszewski                                                      | Ciclismo en pista     | Ómnium M                  |
| Katarzyna Pawłowska Justyna Kaczkowska Karolina Karasiewicz Nikol Płosaj | Ciclismo en pista     | Persecución por equipos F |
| Arkadiusz Kułynycz                                                       | Lucha grecorromana    | 87 kg M                   |
| Marta Walczykiewicz                                                      | Piragüismo            | K1 200 m F                |
| Karolina Naja Katarzyna Kołodziejczyk Anna Puławska Helena Wiśniewska    | Piragüismo            | K4 500 m F                |
| Dorota Borowska                                                          | Piragüismo            | C1 200 m F                |
| Natalia Bajor Li Qian Natalia Partyka                                    | Tenis de mesa         | Equipo F                  |